# ラヴァーズ・キス
『ラヴァーズ・キス』（LOVERS' KISS）は、吉田秋生による日本の漫画作品、およびそれを原作として2003年に公開された映画（監督：及川中）。『別冊少女コミック』（小学館）にて1995年4月号から1996年2月号まで、隔月で全6回連載された。
鎌倉を舞台に繰り広げられる、男女6人の交錯する想いを描いたラブストーリー。同じ時系列の物語を、3組・6人の視点から3回描くという手法を採っている。

## ストーリー
この作品は3つのパートに分かれている。後半部は男性が男性を、女性が女性を好きになる話であるが、どちらもホモセクシャルが前面に出ているものではなく、美しい「キス」のシーンだけが好きの感情をストレートに表している。
Part 1：boy meets girl
高校3年生の藤井朋章と川奈里伽子の出会いが描かれている。とかく悪い噂のある朋章であるが家庭の事情から家を出ており、見かけや噂よりずっとストイックな性格である。里伽子は断ることのできない性格のため惰性で男遍歴を重ねていたが、一度だけ寝た朋章に意見される。そこで二度とできないと思っていた自分の恋心に気が付く。
Part 2：boy meets boy
朋章の1年後輩の鷺沢高尾は中学時代に朋章と同じバスケット部に所属しており、そのころから朋章にあこがれていた。中学3年生の夏休みのあと朋章が激変してからもずっと朋章を見ていた。里伽子から朋章のバイト先を聞かれたときも素直には答えられなかったが、自分に嫌気がさして教えることになる。
高尾の1年後輩で川奈依里子と同級生の緒方篤志は中学3年の時、中高合同の陸上大会の練習のとき、メガネを外した高尾に一目ぼれした。なにかと高尾の側にいるため、しだいに高尾が朋章が好きだということが分かり、思い切って告白する。高尾は朋章に自分の気持ちを伝えることなく、緒方と一緒に駅で朋章を見送る里伽子を反対側のホームから眺め、知らずのうちに涙を流す。
Part 3：girl meets girl
川奈依里子は里伽子の2つ下の妹であり、小さなころは仲が良かったが、最近は仲の悪い姉妹となってしまった。里伽子の同級生で友人の尾崎美樹の家は大家族であり、依里子そのにぎやかな雰囲気が好きなため尾崎家にしょっちゅう出入りしている。姉とはちがい明るくてさっぱりした性格の美樹に里伽子は惹かれているが、もちろんその想いを口にすることはない。
依里子は去年の夏に姉の里伽子と美樹が一緒にピアノを弾いているところを目撃し、なんとなく美樹が姉を好きなことを知る。美樹と依里子は高尾と緒方の会話を聞いてしまい、緒方（love）→高尾（love）→朋章の関係に気が付いてしまう。
依里子は朋章と姉が別れるときに交わした軽いキスを目撃し、（美樹の気持ちのこともあり）なんで姉ばかりがと気分が暗くなり、その気分のまま朋章の小笠原行のことを口にしてしまう。普段は感情を表に出さない里伽子から反撃され、依里子は姉の気持ちを少し理解するようになる。
美樹が里伽子に恋した瞬間の話を聞いて、依里子は思わず緒方に電話をする。緒方の胸に泣き崩れる依里子の肩を緒方はそっと抱く。緒方は「もしあの人に会う前にお前と会うてたら･･･」と話すが、すぐに否定する。防潮堤の下で二人は光良と朋章の会話を聞いてしまい、朋章の家庭の秘密を知ってしう。依里子は姉の『知ろうとしないやさしさ』に気が付き、姉との関係修復を始める。

## 登場人物
川奈 里伽子（かわな りかこ）
高校3年生。小さいころからピアノを習っていたが高校1年の時に止めている。小学生のころに教師にいたずらされた過去があり、その体験から冷たい手がトラウマになっている。最初に恋をした男性に抱きしめられたときに、そのトラウマから心は冷えてしまった。言い寄る男性にノーと言えず、男性遍歴を重ねてきた。
藤井朋章（ふじい ともあき）
高校3年生。恵まれた家庭で育ち、中学2年生までは勉強とスポーツを両立させる優等生であったが、母親との関係に悩み有名私立高校の受験に失敗する。家を出て自立した生活をしている。実は、母親が夜に部屋を訪れるという異常な行動に悩んでおり、本気で入水自殺を実行するも失敗して助かった。美形で金持ちで何不自由なく暮らし、悩み苦しみとは無縁だという虚像を作って反感を抱く輩が少なくない。
『海街diary』にも登場しており、序盤では大学生と偽って「外資系で働いている」と偽る主要登場人物の香田佳乃とつき合っていたが、後にお互いの嘘が発覚・破局した。また本編終了後の彼についても語られている。佳乃の異母妹・すずと共感し、メールのやり取りをしている。
鷺沢高尾（さぎさわ たかお）
高校2年生。小さいころから里伽子と一緒にピアノを習っており、中学生のときは全国大会の本選に出ている。中学の時から1年先輩の朋章のことを見ているが、自身の想いを口にしたことはない。現在は陸上部に所属している。
尾崎美樹（おざき みき）
里伽子のクラスメイトで親友。ちょっと怖い感じのする美人である。家は酒屋をしており、大家族のためいつもにぎやかである。1年生の時、ピアノを弾いている里伽子に恋をする。里伽子の良き理解者であり、自分の想いを口にしたことはない。
『海街diary』にも少しだけ登場している。
緒方篤志（おがた あつし）
高校1年生。身長は182cm、大阪出身で関西弁を話す。中学3年の時、中高合同の陸上大会の練習においてメガネをはずした高尾に一目ぼれしている。高校に入ってからなにかと高尾につきまとい、その結果、高尾が朋章を好きだということに気づく。貧乏人のひがみと金持ちに対する妬みが強く、朋章が中古の賃貸で暮らすのを「金持ちなのに貧乏人の真似してイヤミだ」と勝手な決めつけで嫌っており、入水自殺未遂は気紛れで出来ることではに現実が見えず、金持ちのボンボンの気紛れの狂言だろうと勝手に決めつけて軽蔑して顰蹙を買う。しかし、朋章の家庭の秘密を知って自身の愚かさを思い知り猛省する。
『海街diary』にも少しだけ登場している。
６人のなかではこの作品中で家族構成に関して一切言及がなかった。
川奈依里子（かわな えりこ）
高校1年生。里伽子の2つ下の妹、小さなころは仲の良い姉妹であったが、現在はかなり険悪な関係となっている。大家族の雰囲気が好きなので美樹の家によく遊びに行き、しだいに明るくてさっぱりした性格の美樹に惹かれていくが、もちろんその想いを口にすることはない。緒方とはクラスメイトであり、男と女でありながらとても良い友達関係となっている。

## 書誌情報
- 吉田秋生『ラヴァーズ・キス』小学館〈フラワーコミックス〉、全2巻。
  1. 1995年12月20日初第1刷版発行、ISBN 4-09-136731-3[2][3]
  2. 1996年4月20日初第1刷版発行、ISBN 4-09-136731-3[4][5]
- 吉田秋生『ラヴァーズ・キス』小学館（小学館文庫〉、全1巻。
  - 1999年9月発行、ISBN 4091911838[6]
- 吉田秋生『ラヴァーズ・キス』小学館〈フラワーコミックス、新装版〉、全1巻。
  - 2015年5月8日発行、ISBN 9784091670694[7][8]

## 映画

### 出演者
- 川奈里伽子 - 平山綾
- 川奈依里子 - 宮崎あおい
- 尾崎美樹 - 市川実日子
- 鷺沢高尾 - 石垣佑磨
- 藤井朋章 - 成宮寛貴
- 緒方篤志 - 阿部進之介
- 藤井美佐子 - 西田尚美
- 川奈春恵 - 天光眞弓
- 藤井純子 - 青山知可子
- 尾崎光良 - 奥野敦士
- 尾崎健一 - 松永英晃
- 尾崎光子 - 田岡美也子
- 美樹の祖父 - 岩手太郎
- 教師 - 鈴木一功
- クリニック医師 - 佐藤恒治
- 播田美保
- 丸山清佳
- 奏谷ひろみ
- さわきょうこ
- 大野秀
- 中谷朱里
- 宮坂あゆみ
- 岡崎菜々
- 沢松綾子
- 熊谷圭
- 坂本加菜子
- 芹澤みもり
- 小林輝
- 高橋研
- 松島遼

### スタッフ
- 原作：吉田秋生
- 企画：山下暇人、斎春雄、原田宗一郎
- プロデューサー：山川恵一、村田祐一、岡田和則

- 監督・脚本：及川中